# Першково (Вологодская область)
Першково — деревня в Белозерском районе Вологодской области.
Входит в состав Гулинского сельского поселения, с точки зрения административно-территориального деления — в Кукшевский сельсовет.
Расстояние до районного центра Белозерска по автодороге — 33 км, до центра муниципального образования деревни Никоновская по прямой — 16 км. Ближайшие населённые пункты — Воздвиженье, Лапино, Москвино, Титово.
По переписи 2002 года население — 1 человек.